# 韩玉贵
韩玉贵（1949年12月—），女，撒拉族，青海循化人，中华人民共和国政治人物，曾任青海省政协副主席。